# قلعة كرشاهي
قلعة كرشاهي (بالفارسية: قلعه کرشاهی) هي قلعة وخان تاريخية تعود إلى عصر القاجاريون، وتقع في أبو زيد أباد.